# Distrito electoral local 10 de Morelos
El X Distrito Electoral Local de Morelos es uno de los 12 distritos electorales locales del estado de Morelos para la elección de diputados locales. Su cabecera es Ciudad Ayala en México.

## Historia

### Ayala como cabecera distrital
De 1869 a 1873 Ayala no era cabecera distrital. De 1873 a 1875, existieron diez distritos del Congreso del Estado de Morelos, siendo Ayala el V Distrito. De 1976 a 1979 existieron nueve distritos siendo Ayala el VIII Distrito. De 1979 a 1994 existieron doce distritos siendo Ayala el X Distrito. De 1994 a 1997 existieron quince distritos siendo Ayala el XIII Distrito. De 1997 a 2018 existieron dieciocho distritos siendo Ayala el XVI Distrito.
El 29 de agosto de 2017 el Consejo General del Instituto Nacional Electoral (INE) aprobó los distritos electorales uninominales locales y sus respectivas cabeceras distritales de Morelos, que entraron en vigor para las elecciones estatales de Morelos de 2018.

## Demarcación territorial
Este distrito está integrado por un total de cuatro municipios, que son los siguientes:
- Ayala, integrado por 42 secciones electorales.
- Jantetelco, integrado por 8 secciones electorales.
- Jonacatepec, integrado por 11 secciones electorales.
- Tlaltizapán, integrado por 27 secciones electorales.

## Diputados por el distrito
- LIV Legislatura (2018-2021)
  - José Luis Galindo Cortez (PT).[4]
- LV Legislatura (2021-2024)
  - Verónica Anrubio Kempis (MORENA).[5]